# José Lucas Picó
José Lucas Picó y Encinas (Mineral de Baroyeca, Sonora, 1794 - Arizpe, Sonora, 6 de julio de 1859) Gobernador del Estado de Sonora, y fueron sus padres don Antonio Picó y su esposa doña Ana Encinas. Desde su juventud se radicó en Arizpe, fue director de la Escuela Primaria y en 1820 fue solicitado con igual carácter de la Villa de Chihuahua. En los documentos relativos se expresa: "de cortos conocimientos en el arte; pero de irreprensible conducta e incesante constancia en el desempeño de su obligación". El cambio no se verificó porque lo mejoraran económicamente en la antigua capital de las Provincias Internas; en 1831 todavía servía al magisterio y contrajo matrimonio con doña Guadalupe Castro. Diputado del 1.er. Congreso Constituyente Local en marzo de 1831, se encargó del Poder Ejecutivo del Estado en enero de 1833, otorgó el reconocimiento al general Manuel Gómez Pedraza como presidente de la República y por segunda vez estuvo al frente del gobierno local de junio a agosto del mismo año. Presidente de la Comisión de Glosa de Cuentas, dos veces más fue diputado a la Legislatura del Estado, una federal y vocal de la Junta Departamental en noviembre de 2835 en que se cambió el sistema de gobierno de la nación. Sucesivamente fue reelecto en 1837 y 1839 y, por ministerio de la ley, estuvo al frente del Poder Ejecutivo del 13 de agosto al 26 de noviembre de 1839, del 26 de noviembre de 1840 al 5 de febrero de 1841 y del 5 de noviembre de 1841 al 16 de abril de 1842. Durante este último interinato restableció el periódico oficial, con el nombre de El Mortero, para que sirviera de órgano a su administración y defenderse de los cargos injustificados de sus enemigos.
Defendió al gobierno del general Urrea con las armas en al mano, en contra de la rebelión gandarista, obtuvo despacho de coronel de las fuerzas locales y contribuyó a la derrota de Gándara en Ures. En 1850 escribió un estudio estadístico y geográfico del distrito de Arizpe que fue publicado en el Boletín de la Sociedad Mexicana de Geografía y Estadística y ésta lo nombró su socio corresponsal.
En 1852 estuvo al frente de la Tesorería General del Estado, al año siguiente pasó a Álamos con el cargo de juez de Primera Instancia, desempeñó también la Prefectura y regresó a Arizpe. Falleció siendo juez de Primera Instancia y La Estrella de Occidente, periódico oficial del Estado, en su número 6 correspondiente al 15 de julio de 1859 dio la noticia de su deceso por medio de la siguiente nota: "El 6 del corriente falleció en la Ciudad de Arizpe Don José Lucas Picó. Apreciado y respetado generalmente entre sus conciudadanos, el Señor Picó desempeñó con honor todos los destinos y magistraturas del Estado, pudiendo decirse que su vida toda estuvo consagrada al servicio de la patria, sin que en tan larga carrera fuese desmentida su probidad y desinterés. Vivió y murió en una medianía parecida a la miseria: ésta es la mejor recomendación que puede hacerse del hombre público".